# 3771 Алексејтолстој
3771 Алексејтолстој (енгл. 3771 Alexejtolstoj) је астероид главног астероидног појаса са средњом удаљеношћу од Сунца која износи 2,224 астрономских јединица (АЈ).
Апсолутна магнитуда астероида је 14,2.